# 위치크래프트

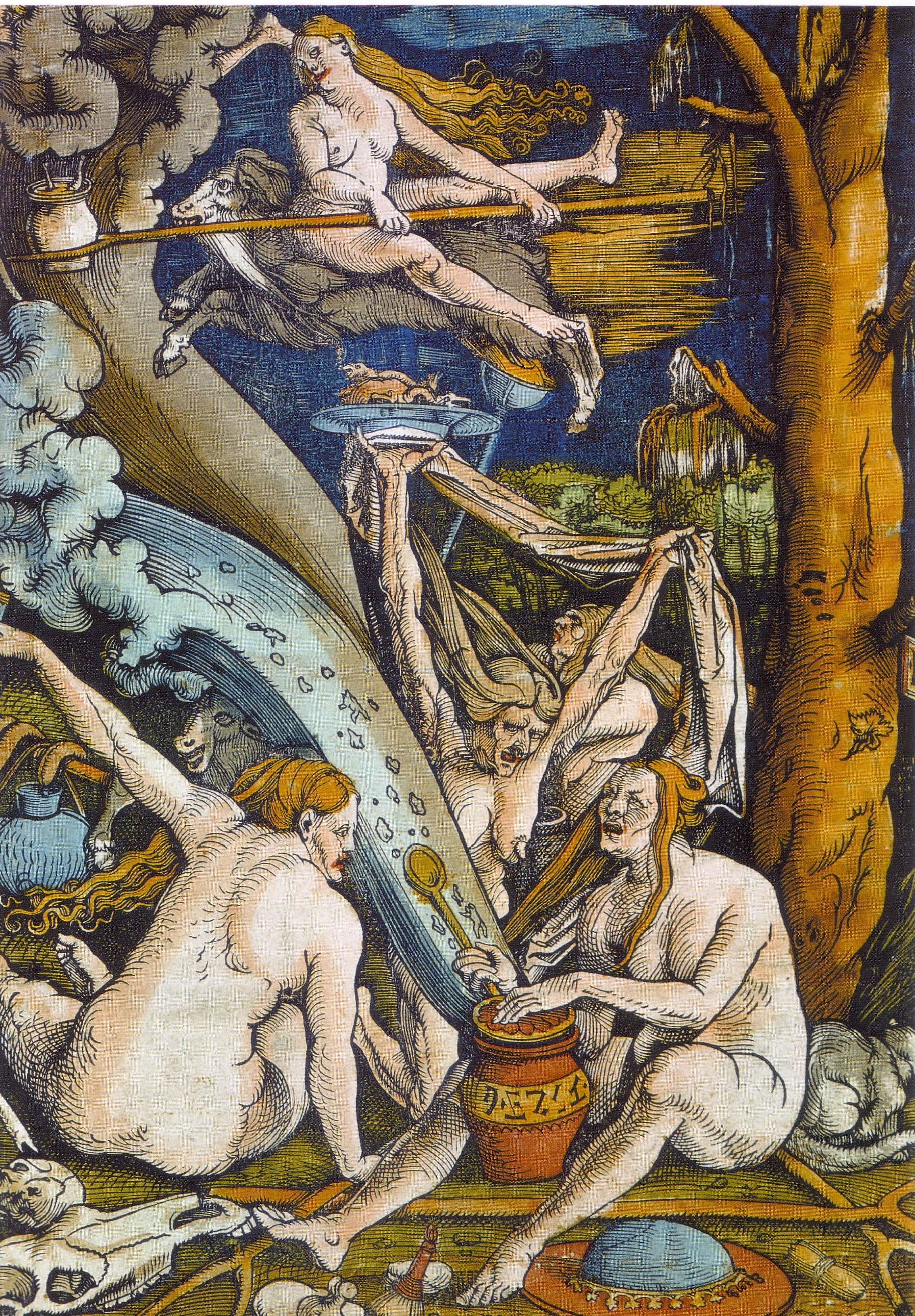
1508년 우드컷(Woodcut). 한스 발둥이 그린 마녀(Witches).

위치크래프트(영어: witchcraft, witchery, 마녀술, 마법, 마술, 요술)는 역사적, 인류학적, 종교적, 신화적 환경에서 초자연, 마법적인 힘의 이용을 가리킨다. 위치크래프트의 위치(witch)는 마녀를 뜻하며, 여기서 바로 마녀가 위치크래프트의 수행자이다. 마법과 동일시하기도 하지만, 역사적으로 위치크래프트는 악의적 목적으로 사용된다. 이를테면 근세 유럽에서는 악마의 힘을 빌어 사람들과 재산을 괴롭힌다는 믿음이 있었다. 그러나 20세기에 "좋고" "나쁜" 위치크래프트가 이따금 구별되는데 전자의 경우 치료를 동반한다. 악의적이라는 위치크래프트의 개념은 사회의 알려진 사람이나 초자연적 실체를 저주함으로써 일반적으로 사람의 불운을 설명하는 수단 문화적 관념으로 다룬다.

## 같이 보기
- 흑마술
- 백마술
- 강령술
- 영매

## 참고 문헌
- Pócs, Éva (1999). 《Between the Living and the Dead: A perspective on Witches and Seers in the Early Modern Age》. Budapest: Central European University Press. ISBN 963-9116-19-X.